# Vaux-sur-Vienne
Vaux-sur-Vienne is een gemeente in het Franse departement Vienne (regio Nouvelle-Aquitaine) en telt 579 inwoners (1999). De plaats maakt deel uit van het arrondissement Châtellerault.

## Geografie
De oppervlakte van Vaux-sur-Vienne bedraagt 7,0 km², de bevolkingsdichtheid is 82,7 inwoners per km².
De onderstaande kaart toont de ligging van Vaux-sur-Vienne met de belangrijkste infrastructuur en aangrenzende gemeenten.

## Demografie
Onderstaande figuur toont het verloop van het inwonertal (bron: INSEE-tellingen).